# 辛德源
辛德源（?—?），字孝基，陇西狄道（今甘肅临洮县）人。
沉静好学，美仪容。北齊時歷官员外散骑侍郎，比部郎中、待诏文林馆、尚书考功郎中、中书舍人。劉逖讚其“文章□艷﹐體調清華”。為周武帝平齐后随驾入关的十八名士之一，因尉遲迥之乱，“隐于林虑山，郁郁不得志，着《幽居赋》以自寄”。入隋﹐隱於山林。秘书监牛弘以德源推薦他與著作郎王邵同修国史。转谘议参军，卒於任上。著有《辛德源集》。

## 延伸阅读
[在维基数据编辑]
 《隋書·卷58》，出自魏徵《隋书》